# Neocalais
Neocalais is een geslacht van kevers uit de familie  
kniptorren (Elateridae).
Het geslacht is voor het eerst wetenschappelijk beschreven in 1971 door Girard.

## Soorten
Het geslacht omvat de volgende soorten:
- Neocalais bimaculatus (Fleutiaux, 1940)
- Neocalais curtipennis (Schwarz, 1906)
- Neocalais macer (Candèze, 1878)